# Notitrece (Argentina)
Notitrece fue un noticiero argentino emitido por Canal 13 que se emitió de lunes a viernes en la tarde. Fue conducido por Silvia Martínez Cassina y Federico Seeber. Contó con información en vivo y al instante, con móviles en todos los lugares de relevancia.

## Historia

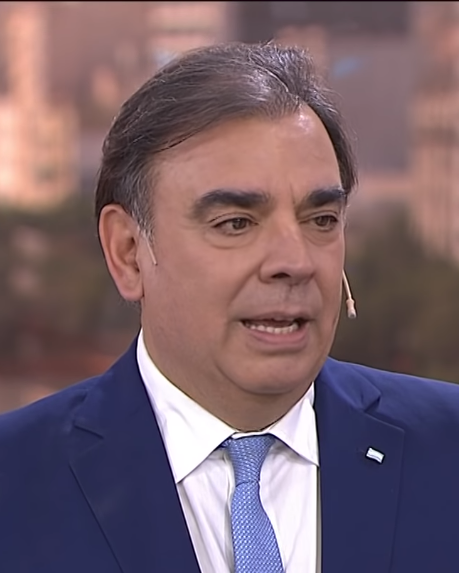
Luis Otero, quien estaba cargo de la conducción del noticiero junto a Silvia Martínez Cassina.

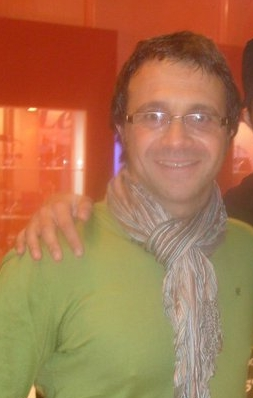
Sergio Lapegüe, conductor del noticiero desde 2019 hasta 2021.

El 27 de febrero de 2004, se deja de emitir El noticiero de Santo, conducido por Santo Biasatti (que se despidió el 19 de diciembre de 2003) y Silvia Martínez Cassina. Como parte de las renovaciones de noticieros del canal, el 1 de marzo de 2004 nace El noticiero del Trece y es conducido por Silvia Martínez Cassina y Luis Otero, quienes estuvieron dentro del programa de 2004 a 2019.
El 7 de mayo de 2007, el nombre del noticiero se simplificó a Noticiero Trece. Además, estrenó nuevas gráfica y cortina musical. El programa nuevamente renovó gráficas en junio de 2009. 
El 25 de julio de 2011, cambió toda su gráfica en pantalla, pero manteniendo la música, tal como el resto de los noticieros del canal hasta el 5 de mayo de 2017. Además dejó de emitir la sección Los Temas de Hoy, aunque el extinto El noticiero de Santo tenía la misma sección.
Desde el 8 de mayo del mismo año, Noticiero Trece pasa a llamarse Notitrece estrenando una nueva gráfica y estudio del Centro Multiplataforma de Artear, después de que hubo con la redacción vieja el incendio que produjo el 31 de enero de 2016 en las calles Lima y San Juan en el mirador.
El 22 de marzo de 2019, Luis Otero se despidió del noticiero para dedicarse a la política, fue reemplazado por Sergio Lapegüe.
El 22 de junio de 2020, el noticiero estrena nueva escenografía junto a los otros noticieros del canal (exceptuando Telenoche) luego de estar 15 años con la anterior.
A finales de 2021, Sergio Lapegüe manifestó que no seguiría en el noticiero, debido a que le quería dedicar más tiempo a su familia. Federico Seeber fue su reemplazo en dupla con Silvia Martínez Cassina.
En 2022 Luis Otero anunció su vuelta a la conducción del ciclo pero con un nuevo formato de noticiero en el mediodía renovando equipo, gráficas, nombre y formato. Notitrece tiene previsto su fin el 4 de marzo de dicho año, siendo reemplazado por el nuevo noticiero Mediodía noticias.

## Controversias
En julio de 2020, la periodista Silvia Martínez Cassina es desplazada de la coconducción del programa debido a una controversia con la gerencia del canal, al acusar de machismo al multimedio para el que trabaja, ya que en una publicidad del diario Clarín, se mostraban solo a las figuras periodísticas masculinas en los programas matutinos de El trece, dejando de lado a las mujeres coconductoras de ellos, incluso a ella. Además, también realizó reclamos donde expresaba su disconformidad ante cambios en su labor por parte de la producción de Notitrece al "recortarle tareas habituales en el noticiero". Por estos motivos, es relegada a panelista, teniendo una participación mínima en pantalla en comparación a su función anterior. Su compañero de trabajo con quien conducía el programa cada mediodía, el periodista Sergio Lapegüe, en ningún momento mostró solidaridad hacia su compañera, viéndose indiferente a la situación que Silvia padecía, diciéndole que él "acata órdenes". Luego Martínez Cassina fue devuelta a la conducción pero en un rol secundario y formando un tridente con Lapegüe y Seeber.

## Presentadores
- Silvia Martínez Cassina (2004-2022)
- Federico Seeber (2020-2022)
- Luis Otero (2004-2019; 2022)
- Sergio Lapegüe (2019-2021)

## Columnistas

### 2004-2006
| Sección      | Periodista/s                           |
| ------------ | -------------------------------------- |
| Policiales   | quedó vacante tras la muerte de Sdrech |
| Deportes     | Marcelo Fiasche                        |
| Tecnología   | Federico Wiemeyer desde la redacción   |
| Espectáculos | Catalina Dlugi                         |
| Clima        | Fernando Confessore                    |

| Sección      | Periodista/s                    |
| ------------ | ------------------------------- |
| Policiales   | Ignacio González Prieto         |
| Deportes     | Marcelo Fiasche                 |
| Tecnología   | Santiago do Rego                |
| Espectáculos | Alejandra Peñalva Cecilia Martí |
| Clima        | Nazarena Di Serio               |

## Eslóganes
- 2004-2007: El noticiero de la gente
- 2010-2011: Donde está la noticia, estamos nosotros